# Aphaenogaster maculipes
Aphaenogaster maculipes är en myrart som beskrevs av Théobald 1937. Aphaenogaster maculipes ingår i släktet Aphaenogaster och familjen myror. Inga underarter finns listade i Catalogue of Life.